# Bahram Ebrahimi
Bahram Ebrahimi, en persa: بهرام ابراهیمی‎, Nacido en 1956) es un actor iraní, mejor conocido por su papel en la película Lizard. 

## Biografía
Bahram Ebrahimi, nacido en Qom, Irán en 1956, es actor y experto en radio, teatro, cine y televisión  Es egresado de teatro con especialización en actuación y dirección de la Facultad de Arte Dramático. Bahram Ebrahimi comenzó a actuar profesionalmente con la serie "Black Rock" en 1973 y a la edad de dieciocho años, y luego interpretó papeles en varias películas y series como Moluk, Zagros, Marde Barani y Bigohanan. Comenzó oficialmente su carrera en la radio tocando en el programa de radio "Rostam and Sohrab" dirigido por Khosro Farrokhzadi por sugerencia de Ahmad Aghaloo  También está activo en el campo de la música y la oratoria, y en 2017 colaboró con Hamidreza Ghorbani en la canción "I Imagine You Are" y realizó una recitación al final de la canción..Tiene un historial de actuar en más de 100 teatros y más de 1000 programas de radio.

## Filmografía
- Sábalo Roan (1400)
- El sexto día (1399)
- Tarjeta roja (2018)
- Ciempiés (1396)
- Saleh Sahar (2014)
- Hasta la llegada de Ahmed (1393)
- Clase Hasasth (1392)
- Un hombre, una ciudad (1386)
- Zagros (1384)
- Lagarto (1382)
- El hombre de la lluvia (1378)
- Callejón y Museo (1373)
- Ilya, un joven pintor (1370)